# Sakurakai

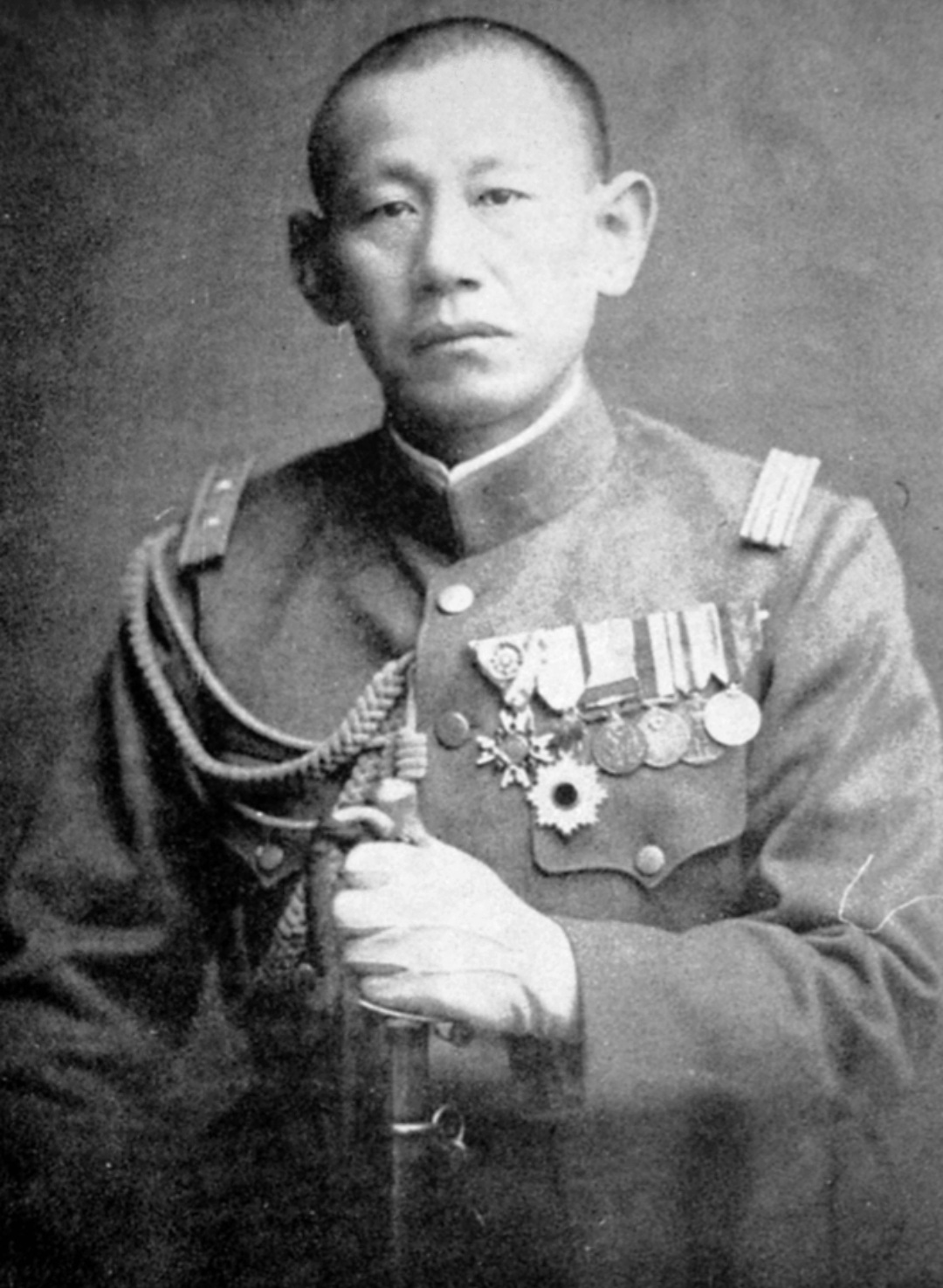
Tenente Coronel Hashimoto, fundador da Sakurakai

Sakurakai ou Sociedade Flor de Cerejeira  foi uma sociedade secreta ultranacionalista estabelecida por jovens oficiais dentro do Exército Imperial Japonês em setembro de 1930 com o objetivo de reorganizar o estado ao longo de linhas militaristas e  totalitárias através de um golpe militar, se necessário. O objetivo declarado desta sociedade era a Restauração Shōwa, que acreditavam que iria restaurar o poder absoluto ao Imperador Hirohito, proteger o país da corrupção política e do mal burocrático através de uma nova ditadura militar.
O Sakurakai era liderado pelo tenente-coronel Kingoro Hashimoto, então chefe do departamento de assuntos russos do Estado-Maior do Exército Imperial Japonês e pelo capitão Isamu Cho, com o apoio do general Sadao Araki. Inicialmente, a sociedade contava com cerca de dez membros, todos oficiais superiores no serviço ativo do Exército Imperial, e se expandiu ao incluir oficiais de baixa patente, de modo que seus membros aumentariam para mais de 50 até fevereiro de 1931, e, possivelmente, até várias centenas até outubro de 1931. Um proeminente líder foi Kuniaki Koiso, futuro primeiro-ministro do Japão.
"O grupo Sakura buscava reforma política: a eliminação do sistema de governo baseado em partidos por meio de um golpe de Estado e o estabelecimento de um novo gabinete com base no socialismo estatal, a fim de acabar com a política, a economia e o pensamento supostamente corrompidos do Japão"
Seus ideais e intenções seriam materializados por duas vezes em 1931 (no Incidente de Março e no Incidente de Outubro), onde membros do Sakurakai, apoiados por civis ultranacionalistas, tentaram derrubar o governo. 
Ambos os golpes foram em vão e conduziram à dissolução do Sakurakai após as prisões de Hashimoto e Cho em outubro de 1931. Depois do desaparecimento desta organização, muitos de seus membros, todavia, migrariam para a Tōseiha.